# داغ کسمن
داغ کَسَمن (به لاتین: Dağ Kəsəmən) یک منطقه مسکونی در جمهوری آذربایجان است که در شهرستان آغ‌استفا واقع شده است. داغ کسمن ۶۸۶۶ نفر جمعیت دارد. داغ کسمن پرجمعیت‌ترین ناحیه پس از شهر آغستفا در این شهرستان است.